# Lockheed XP-49
Lockheed XP-49 byl pokus firmy Lockheed o vývoj stíhačky Lockheed P-38 Lightning. Typ byl objednán americkými leteckými silami (USAAC) na základě specifikací 39-775 a hlavní změnou oproti P-38 byla instalace nových motorů, hvězdicových 24-válců Pratt & Whitney X-1800. Jinak byl typ téměř totožný s P-38. Lockheed typ označilo jako projekt 522 a jeho hlavním konstruktérem byl Clarence Johnson. V soutěži byl americkým letectvem tento projekt vybrán jako nejlepší a byl označen XP-49, zatímco konkurenční letoun firmy Grumman, G-46, byl označen XP-50.

## Vznik a vývoj
Projekt byl zadán v roce 1939 a stavba prototypu objednána 8. ledna 1940. Pilot měl mít přetlakovou kabinu. Výzbroj se měla skládat ze dvou 20 mm kanónů a čtyř 12,7 mm kulometů. Ovšem po dvou měsících od zadání stavby prototypu letectvo rozhodlo, že typ bude mít jiné pohonné jednotky. Zvolen byl vzduchem chlazený dvanáctiválec do V, Continental XIV-1430-1. První prototyp vzlétl 11. listopadu 1942, ale už počátkem ledna 1943 havaroval kvůli poruše podvozku. Po opravě znovu vzlétl 16. února 1943. Testy prototypu ukázaly, že nemá výrazně vyšší výkony než P-38. Bylo proto rozhodnuto nezdržovat výrobu stíhacích letounů zaváděním nového typu. Prototyp byl ještě nějakou dobu testován, ale další vývoj typu byl zastaven.

## Specifikace

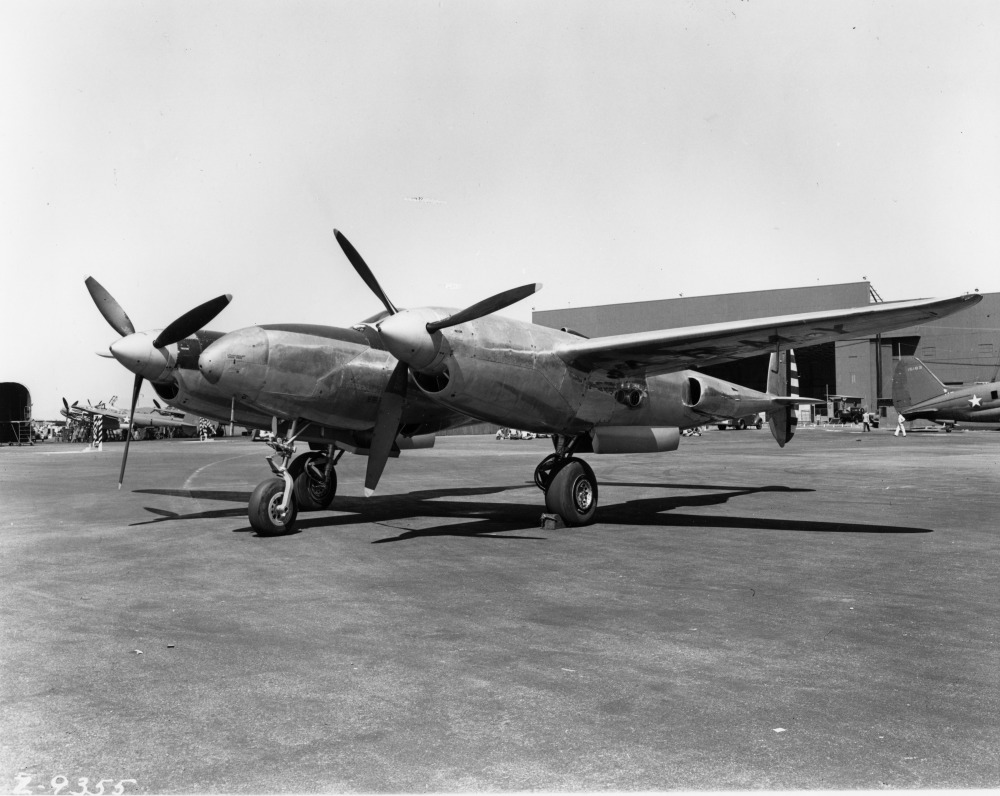
Lockheed XP-49

### Technické údaje
- Osádka: 1
- Rozpětí: 15,8 m
- Délka: 12,2 m
- Výška: 3,0 m
- Nosná plocha: 30 m²
- Hmotnost prázdného stroje: 6990 kg
- Vzletová hmotnost: 8505 kg
- Pohonná jednotká: 2 × dvanáctiválec do V Continental XIV-1430-1 o výkonu 1600 hp (1193 kW)

### Výkony
- Maximální rychlost: 653 km/h ve výšce 4570 m
- Stoupavost: 16,8 m/s
- Dolet: 1093 km

### Výzbroj
- 2× 20mm letecký kanón
- 4× 12,7mm kulomet